# Apamea lateritia
Apamea lateritia là một loài bướm đêm thuộc họ Noctuidae. Loài này có ở hầu hết châu Âu, phía đông đến Xibia và Nhật Bản. Nó cũng có mặt ở Thổ Nhĩ Kỳ, miền bắc Iran, Afghanistan, miền bắc Pakistan, Nepal và Trung Quốc (Quảng Tây, Tứ Xuyên). Nó là loài di cư ở Đại Anh, nơi nó được ghi nhận từ đông đến bờ biển đông nam.
Sải cánh dài khoảng 42–50 mm. Con trưởng thành bay từ tháng 6 đến tháng 8.
Ấu trùng ăn the rootstock of nhiều loại cỏ. Recorded food plants include Festuca species và Nardus stricta.

## Hình ảnh

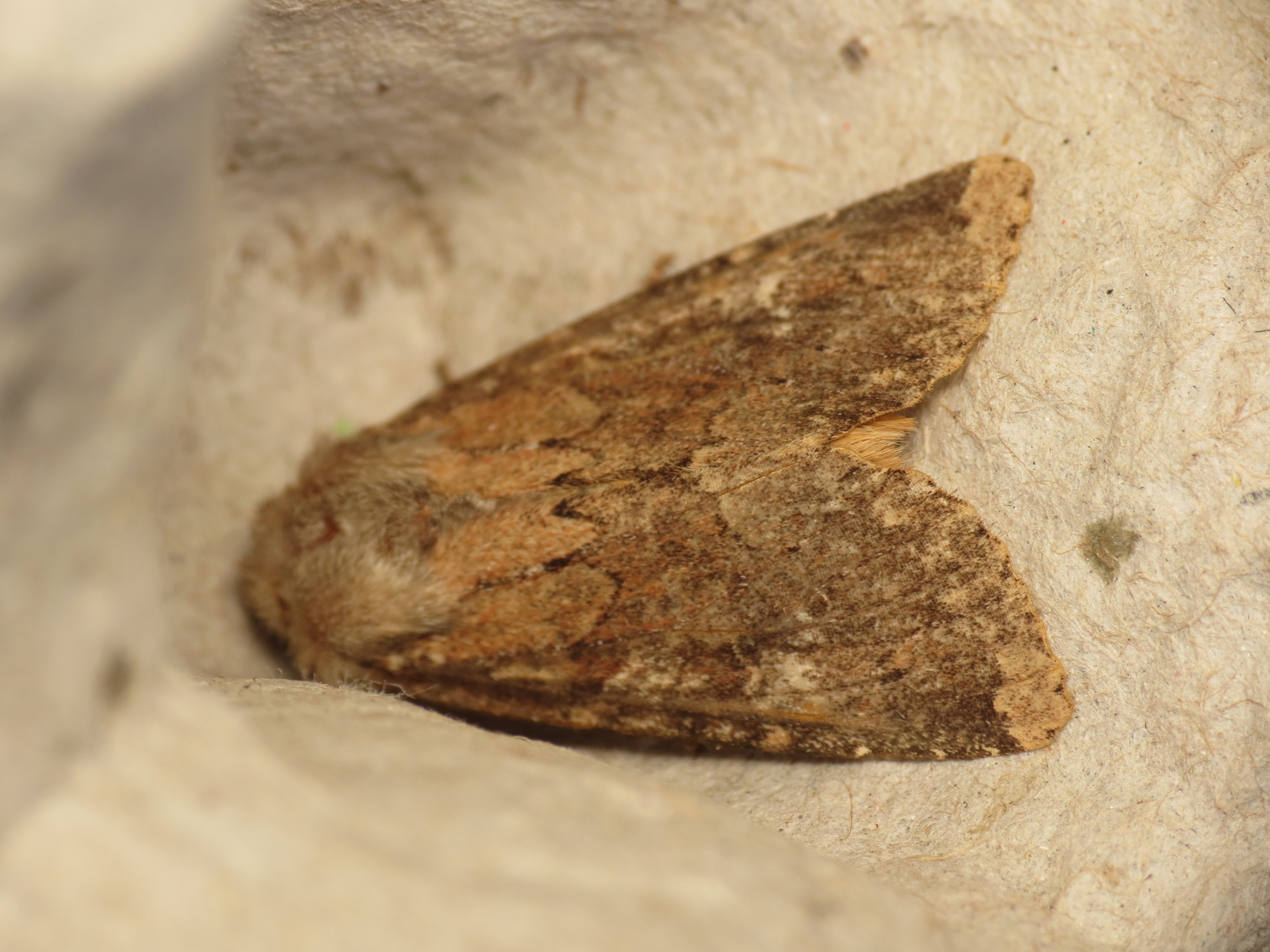
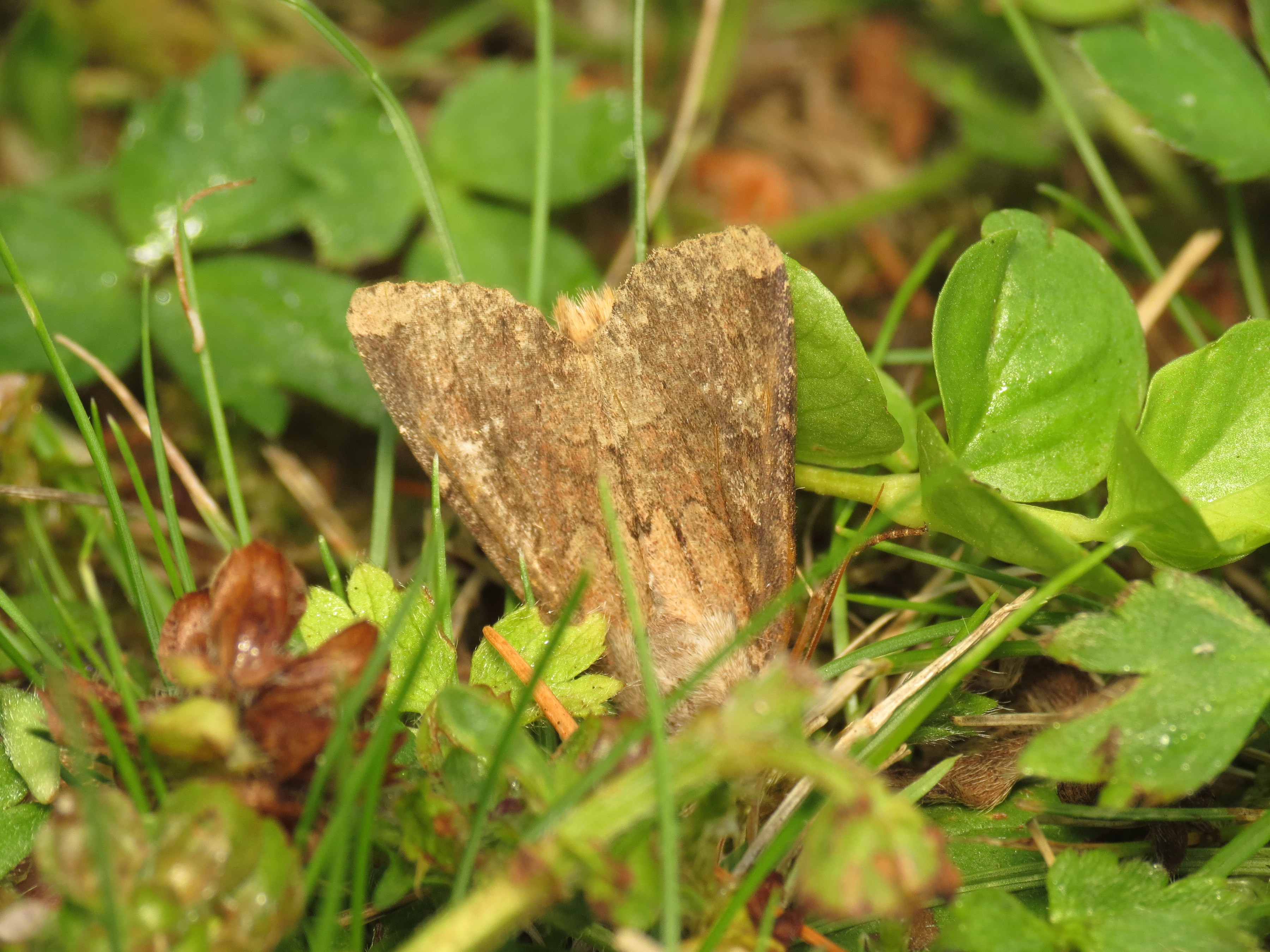
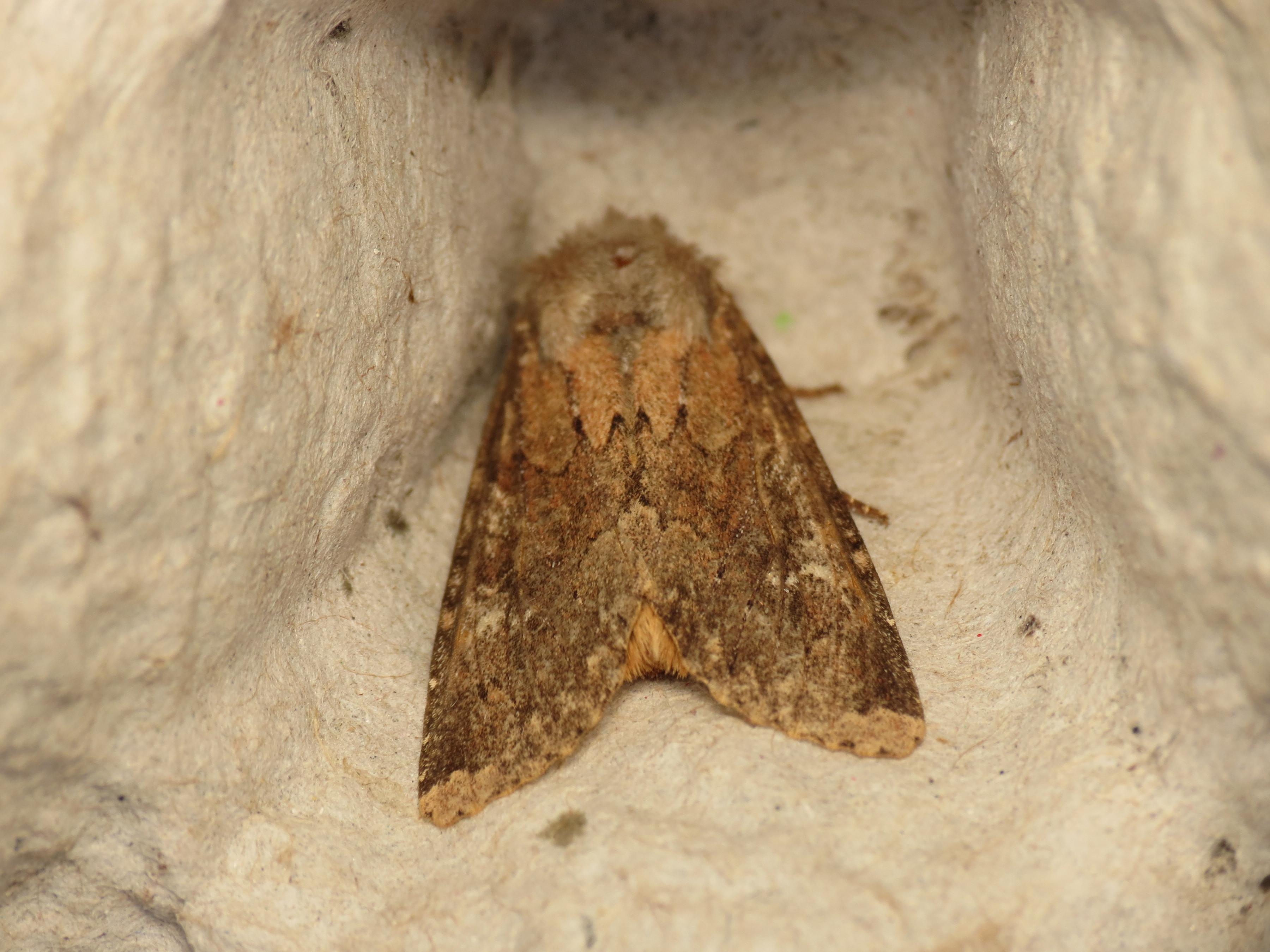